# 革新家站 (大環線)
革新家站（羅馬化：Novatorskaya）是莫斯科地鐵大環線的一個車站，2021年12月7日啟用。